# Claudiomiro Estrais Ferreira
Claudiomiro Estrais Ferreira, beter bekend als kortweg Claudiomiro (Porto Alegre, 3 april 1950 – Canoas, 24 augustus 2018) was een Braziliaans voetballer. 

## Biografie
Hij begon in 1963 al bij de jeugd van Internacional uit zijn thuisstad en maakte in 1967 zijn opwachting in het eerste elftal. Op 6 april 1969 scoorde Claudiomiro het eerste doelpunt in het fonkelnieuwe Estádio Beira-Rio, waar Internacional een galawedstrijd speelde tegen Benfica Lissabon. 
In 1974 vertrok hij naar Botafogo uit Rio de Janeiro en speelde hier maar één seizoen alvorens naar Flamengo te gaan. Zijn laatste jaren sleet hij bij kleinere clubs en in 1979 beëindigde hij zijn carrière al op 29-jarige leeftijd bij Novo Hamburgo vanwege gewichtsproblemen.
Hij speelde ook vijf keer voor het nationale elftal. 